# The Nerves
The Nerves sono stati un gruppo power pop originario di Los Angeles composto da Jack Lee (chitarra), Peter Case (basso), Paul Collins (batteria) che si alternavano alla composizione dei brani.
Durante la loro breve durata, sono stati attivi tra il 1975 ed il 1978, fecero un tour con i Ramones e pubblicarono solo l'EP omonimo. Successivamente sono stati pubblicati alcuni album postumi con materiale inedito e registrato dal vivo.
Sono stati oggetto di culto in ambito rock per essere stati tra gli ispiratori della scena punk e power pop di Los Angeles. Il loro brano più famoso è stato Hanging on the Telephone scritto da Lee, ripreso nel 1978 da Blondie e pubblicato come singolo che raggiunse il 5º posto nella classifica inglese.
Dopo lo scioglimento Case formerà The Plimsouls mentre Collins The Beat, Lee invece si dedicherà ad una carriera solista per poi scomparire dalle scene nella seconda parte degli anni ottanta.

## Formazione
- Jack Lee (chitarra)
- Peter Case (basso)
- Paul Collins (batteria)

## Discografia

### Album
- 1986 - Jack Lee, Paul Collins, Peter Case (Offence Records)
- 2008 - One Way Ticket (Alive Records)
- 2009 - Live! At The Pirate's Cove (Alive Records)

### EP
- 1976 - The Nerves (Bomp! Records)